# Reichskomisariatul Ostland

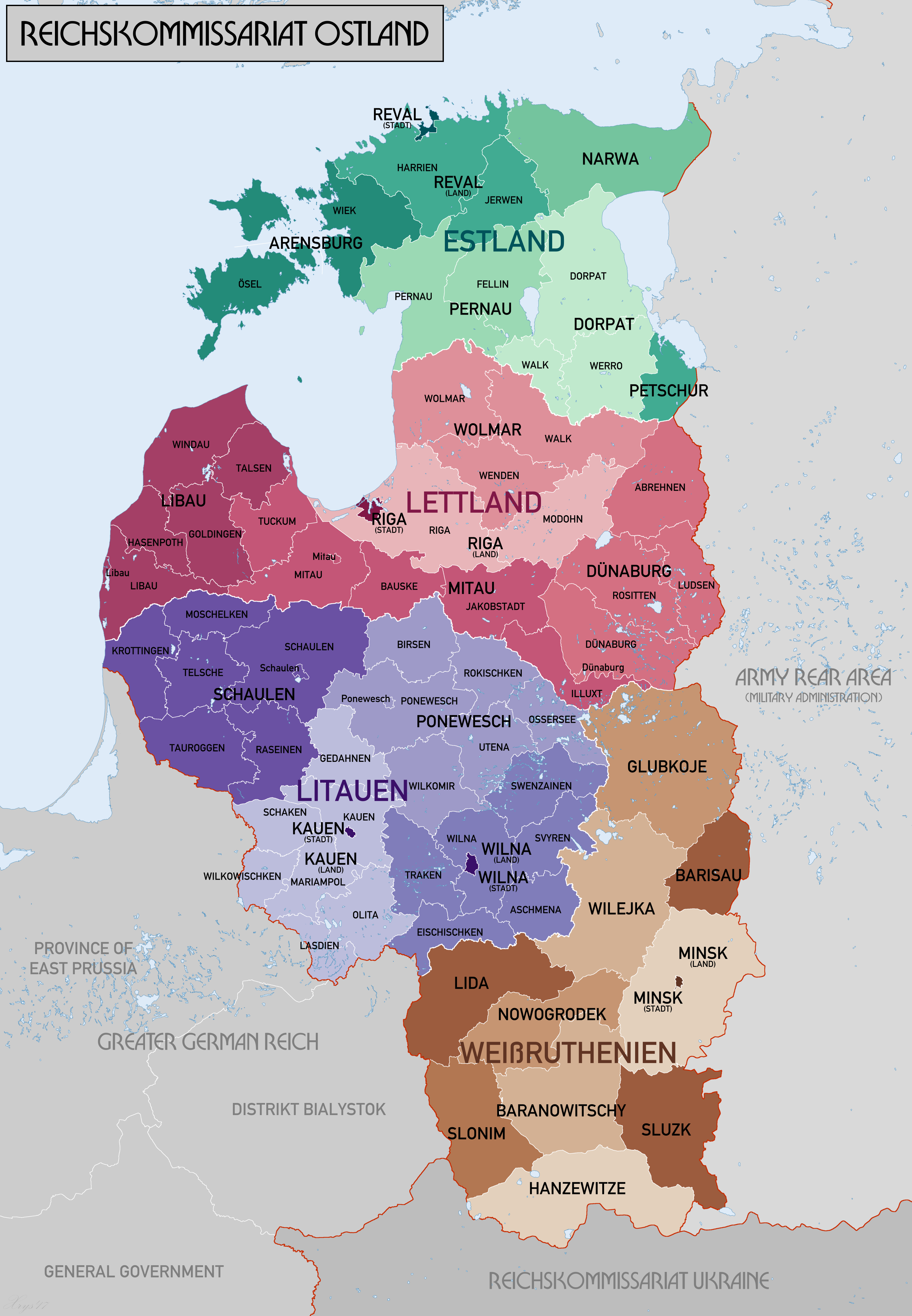
Hartă administrativă

Reichskomisariatul Ostland (în germană: Reichskomissariat Ostland) a fost un regim instaurat de autoritățile germane pe teritoriul Uniunii Sovietice în 1941. Comisariatul era administrat de la Riga. 
Alfred Rosenberg a sugerat ca tot Belarusul să devină un mare parc natural. Ministerul de Reich al Teritoriilor Ocupate a declarat că bielorușii ar fi "țărani slabi"  și "cei mai puțin primejdioși dintre toate popoarele din spațiul estic".

## Reichskomisari
- Hinrich Lohse (1941 - 1944)
- Erich Koch (1944 - 1945)

## Legături externe
- en Decretul Führerul din 17 iulie 1941 de stabilire a Reichskommissariatelor în Uniunea Sovietică